# Герб ЗАТО Фокино
Герб «городского округа ЗАТО Фокино» Приморского края Российской Федерации - опознавательно-правовой знак, соответствующий установившимся традициям и составленный по правилам геральдики, являющийся символом городского статуса и самоуправления.
Герб утверждён Решением № 58 муниципального комитета г. Фокино 24 августа 2001 года и внесён в Государственный геральдический регистр Российской Федерации с присвоением регистрационного номера 803.

## Описание герба
«В лазоревом поле на отвлечённом мурованном холме увенчанная часовней сквозная арка, в которой корабль под парусами; все фигуры — серебряные. В вольной части — герб Приморского края. Девиз РОССИЙСКОМУ ФЛОТУ БЫТЬ начертан серебряными литерами на лазоревой ленте».

## Описание символики
В основу герба положен силуэт часовни, построенной в городе в честь празднования 300-летия Российского Флота, в память морякам, служившим на благо России.
Фокино — город военных моряков, все традиции в нем связаны именно с морем.
Лазоревый цвет поля — цвет моря, на берегу которого расположен город.
Серебро в фигурах — символ чистоты помыслов.

## История герба

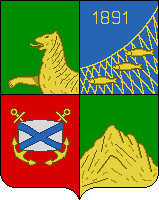
Герб Тихоокеанска (1992 год)

Свою историю ЗАТО Фокино ведет от селения Промысловка Петровской волости, Ольгинского уезда Приморской области основанного в 1891 году.
17 января 1958 года населённый пункт Промысловка Шкотовского района был отнесен к категории рабочих посёлков. 13 ноября 1963 года был образован новый населённый пункт — посёлок Тихоокеанский, в состав которого в декабре 1967 года вошла Промысловка, вновь ставшая селом.
4 октября 1980 года посёлок Тихоокеанский был выделен из Шкотовского района и преобразован в закрытый город Фокино, которому был установлен почтовый адрес Шкотово-17.
В 1992 году был утверждён герб Тихоокеанска.
Герб имел следующее описание: «Щит четверочастный. В первой части в зелёном поле изображена половина тигра. Во второй лазоревой части — рыбацкая сеть с тремя серебряными рыбами; вверху слева золотые цифры „1891“. В третьей красной части положенный на два накрест лежащих золотые якоря флаг Военно-морского флота России. В четвёртой зелёной части золотая гора Большой Иосиф».
Символика герба:
Тигр в первой части — основной элемент герба Владивостока, являющегося административным центром Приморского края, что указывает на принадлежность города к этому краю.
Рыбацкая сеть с 3 рыбами отражает то, что город был основан рыбаками-промысловиками, а лазурный цвет поля — цвет океана, говорит о названии города.
Якоря и флаг — символы Военно-морского флота России, база которого основана при городе в 1957 году. Большая часть жителей города, так или иначе, связана с ВМФ.
Красный цвет — символ храбрости, мужества и неустрашимости моряков-тихоокеанцев.
Гора означает, что город расположен у подножия горы Большой Иосиф.
Зеленый цвет поля — символ плодородия и богатства лесов вокруг города".
29 июля 1992 года Малый Совет городского Совета народных депутатов Шкотово-17 своим решением № 131 запретил применение герба до официального изменения наименования города. Планировалось, что Шкотово будет переименовано в город Тихоокеанск.
4 октября 1994 года Шкотово-17 получило новое название —- Фокино. Большинство жителей города на референдуме высказали против данного названия. В 2000 году депутаты муниципального комитета ЗАТО Фокино обратились в Думу Приморского края с предложением о переименовании города Фокино в Тихоокеанск. Однако данное предложение не прошло.
24 августа 2001 года был утверждён официальный герб ЗАТО Фокино.
В интернете встречается изображение герба Фокино (официально не утверждённое) с внешними украшениями: щит наложен на два якоря золотого цвета, обвитых красной Александровской лентой с надписью золотом «Российскому флоту быть».